# Lu AE58054
Lu AE58054 es un potente receptor antagonista 5-HT6 selectivo en desarrollo por Lundbeck como terapia combinatoria con dos o más fármacos para alcanzar mejores resultados en el tratamiento de déficits cognitivos asociados a la enfermedad de Alzheimer y esquizofrenia. En febrero de 2010, ingreso a la ensayo clínico farmacológico fase II.